# Dryopteris wallichiana
Dryopteris wallichiana är en träjonväxtart. Dryopteris wallichiana ingår i släktet Dryopteris och familjen Dryopteridaceae.

## Underarter
Arten delas in i följande underarter:
- D. w. himalayensis
- D. w. madagascariensis
- D. w. madrasensis
- D. w. nepalensis
- D. w. wallichiana
- D. w. kweichowicola

## Bildgalleri

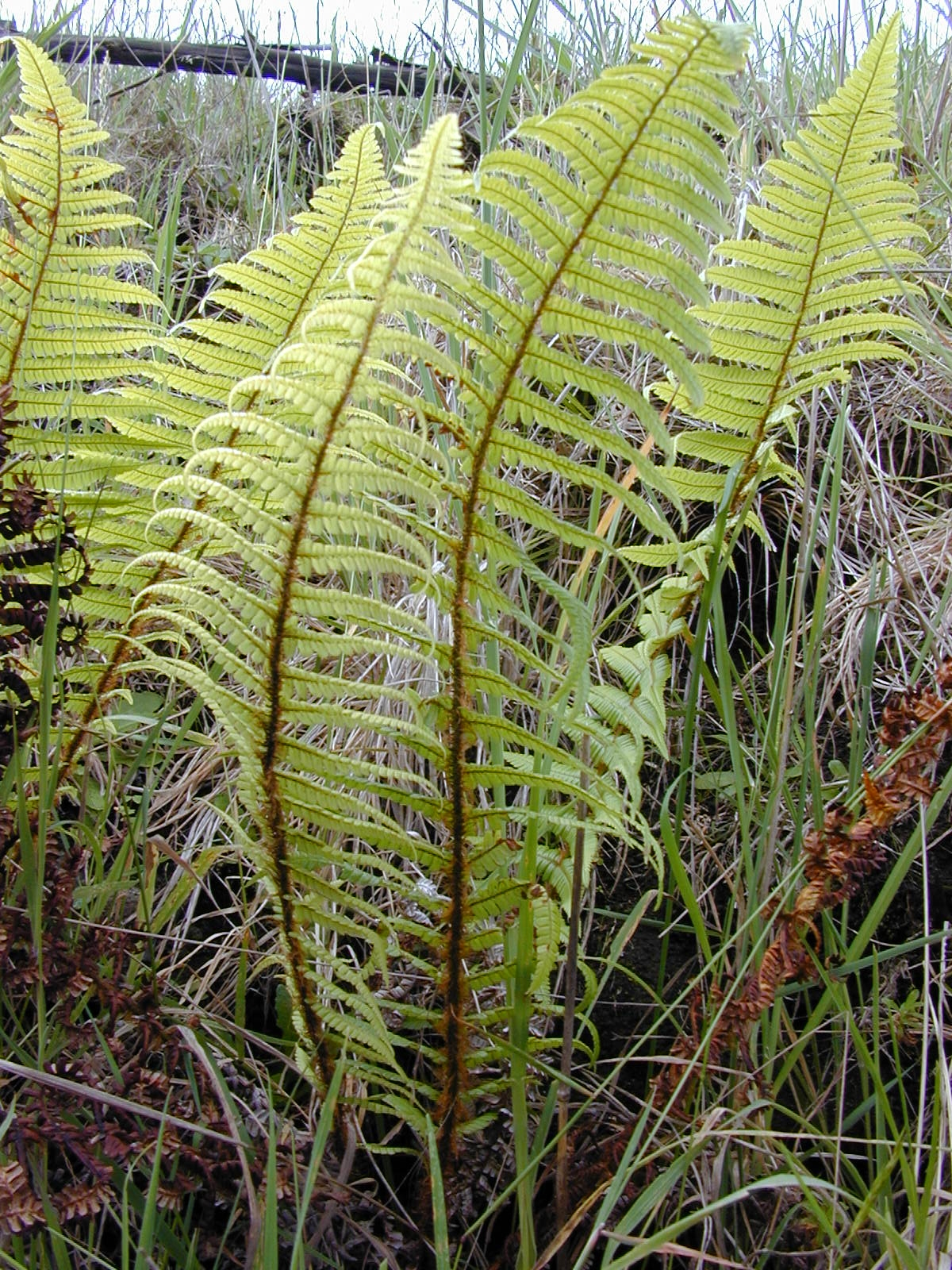
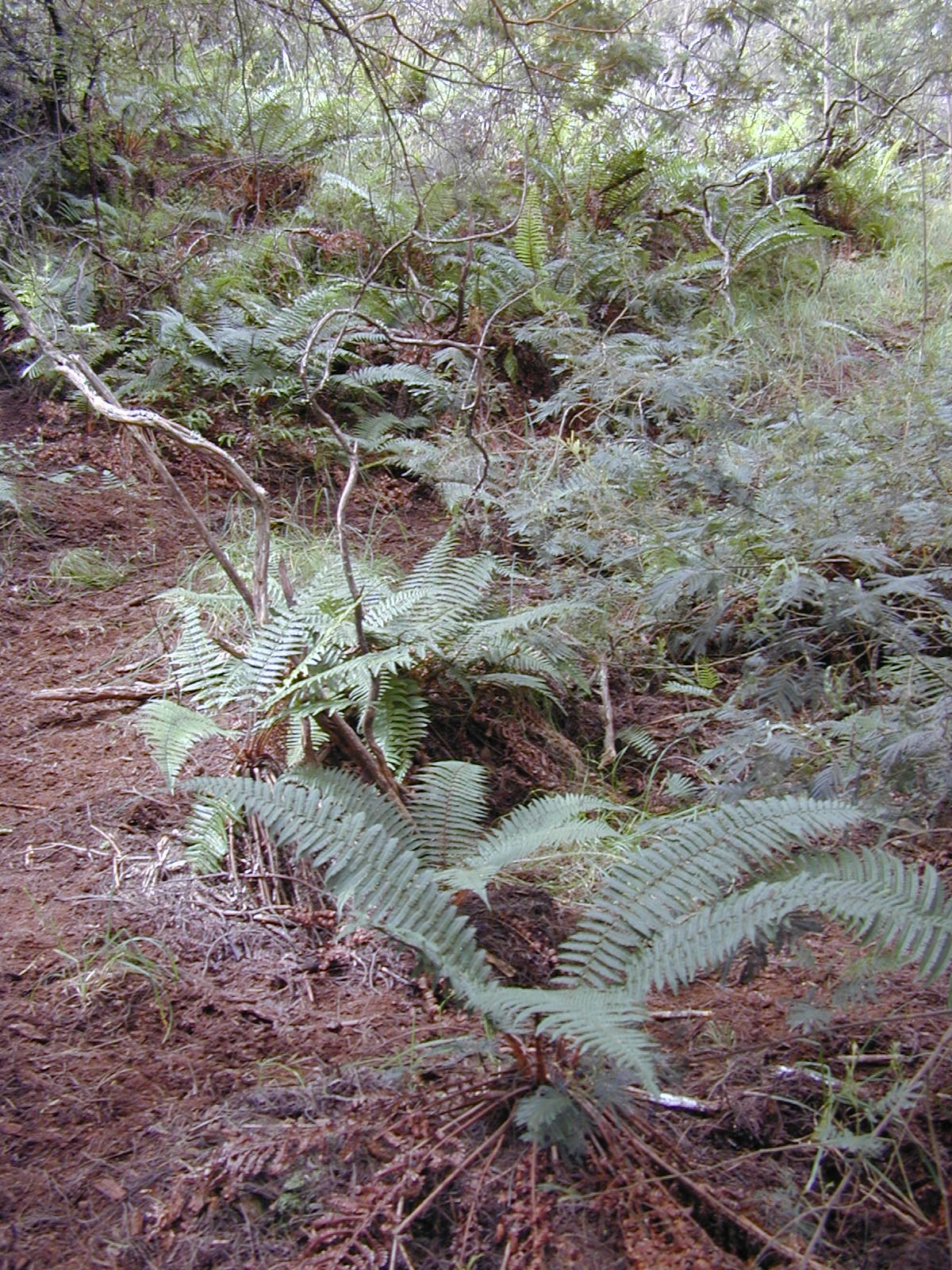
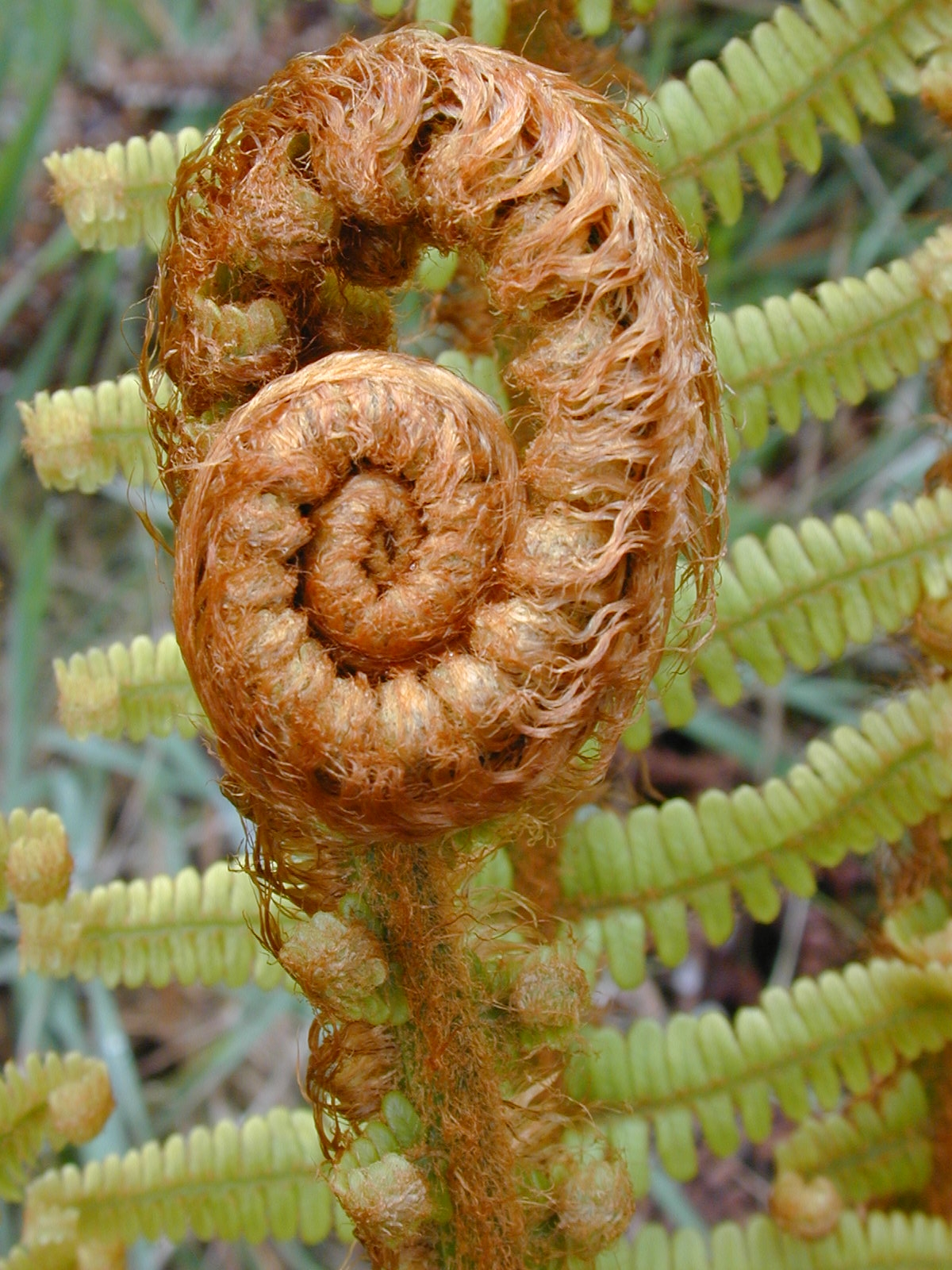
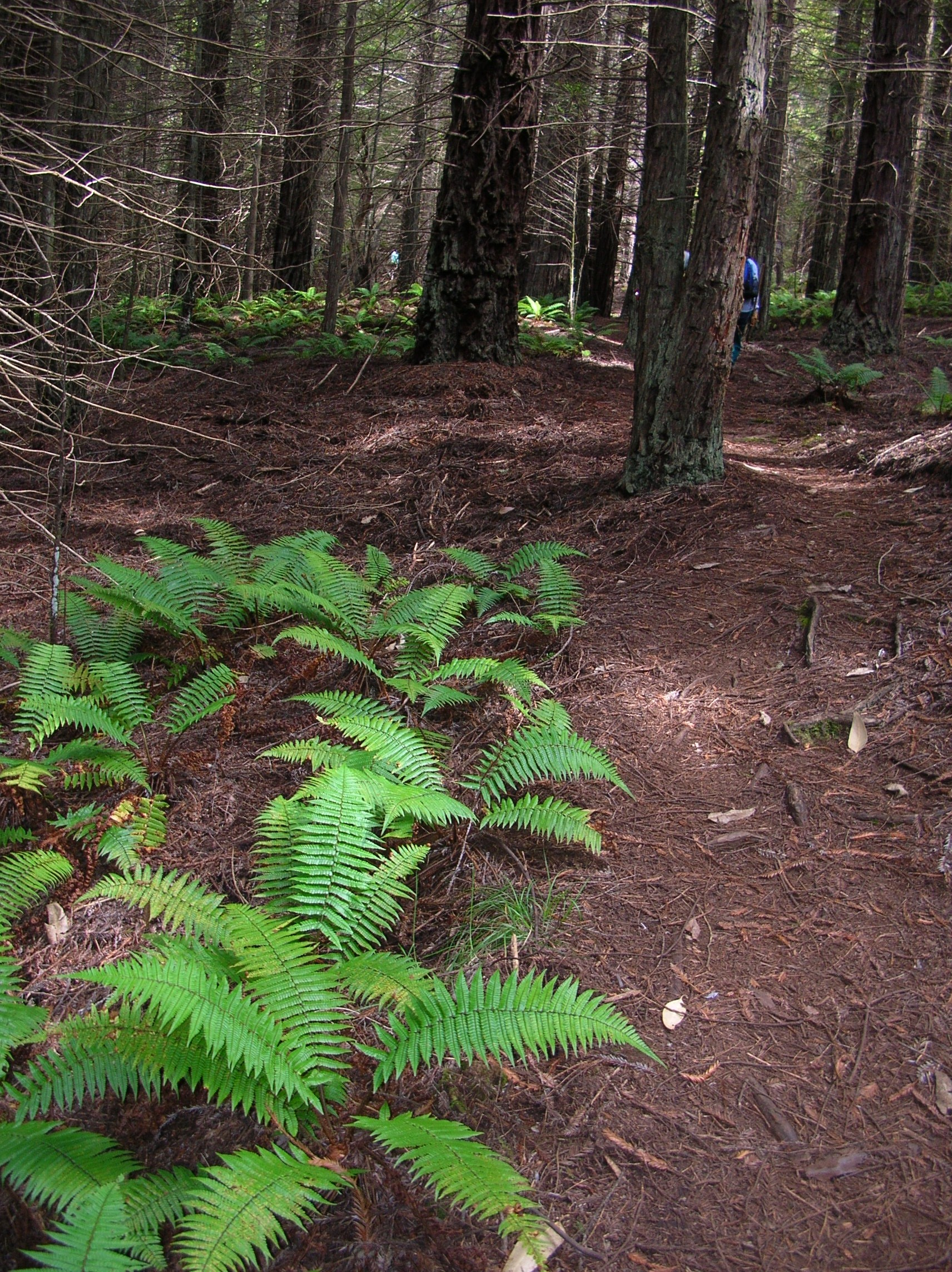
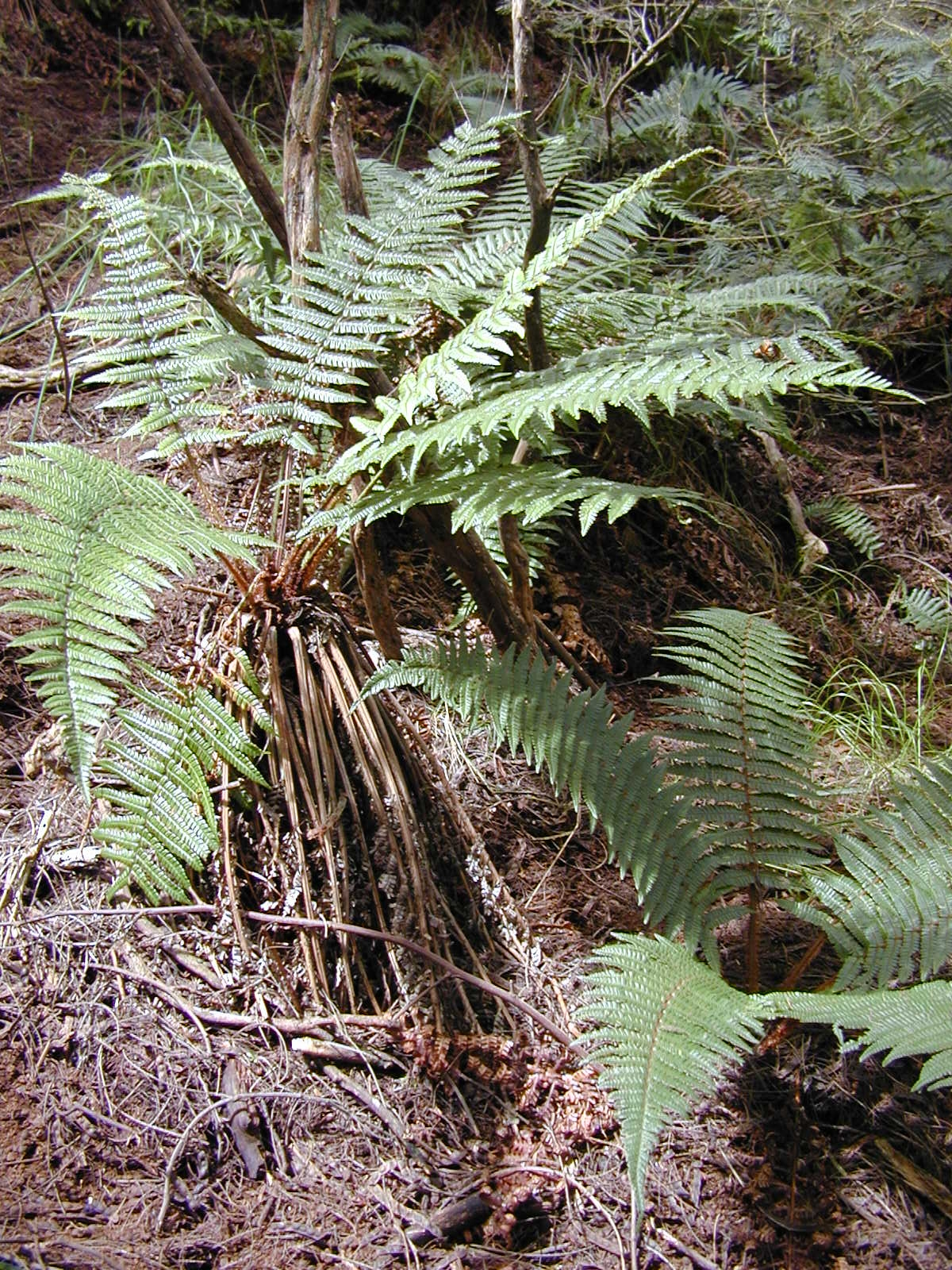
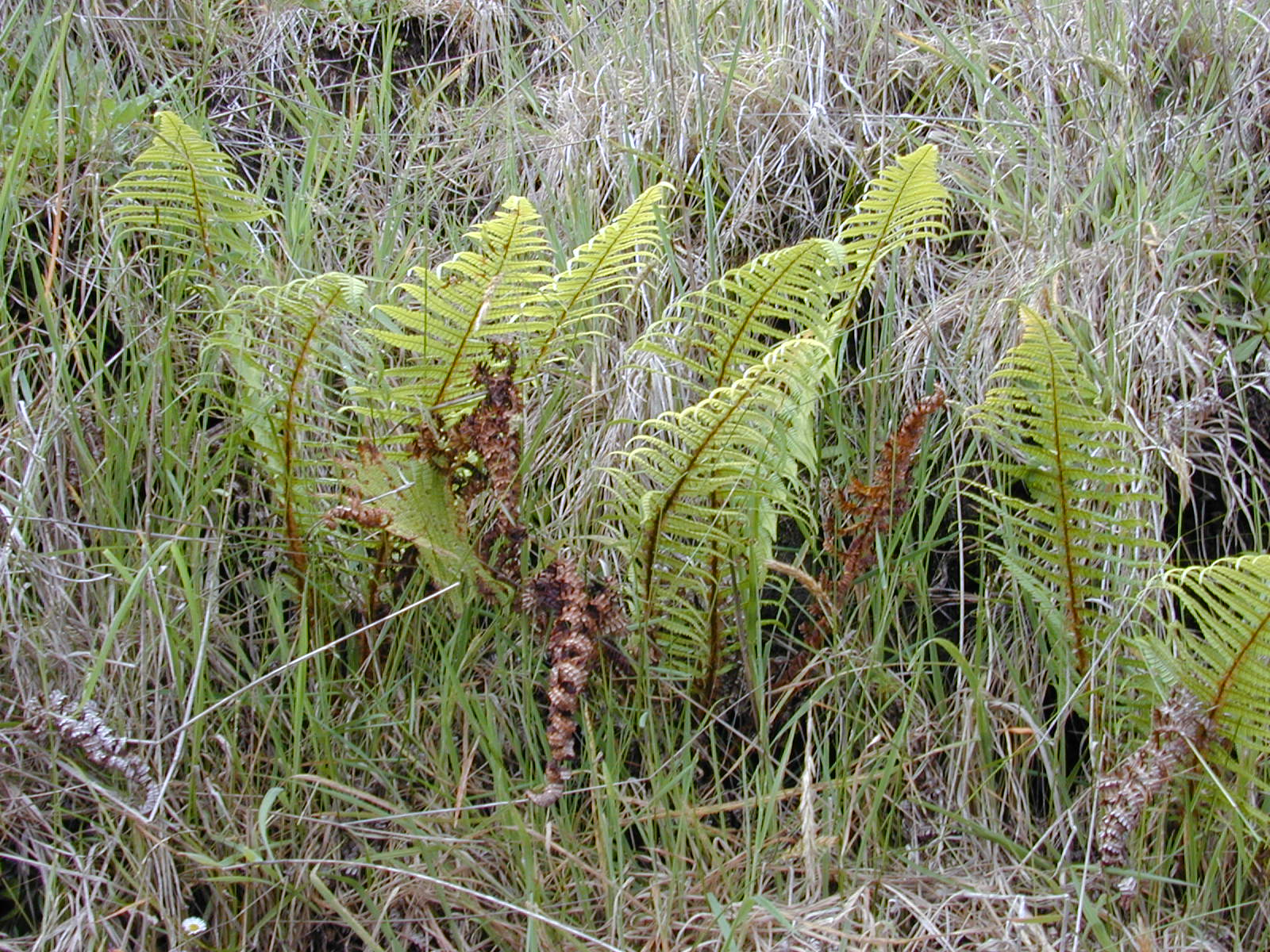
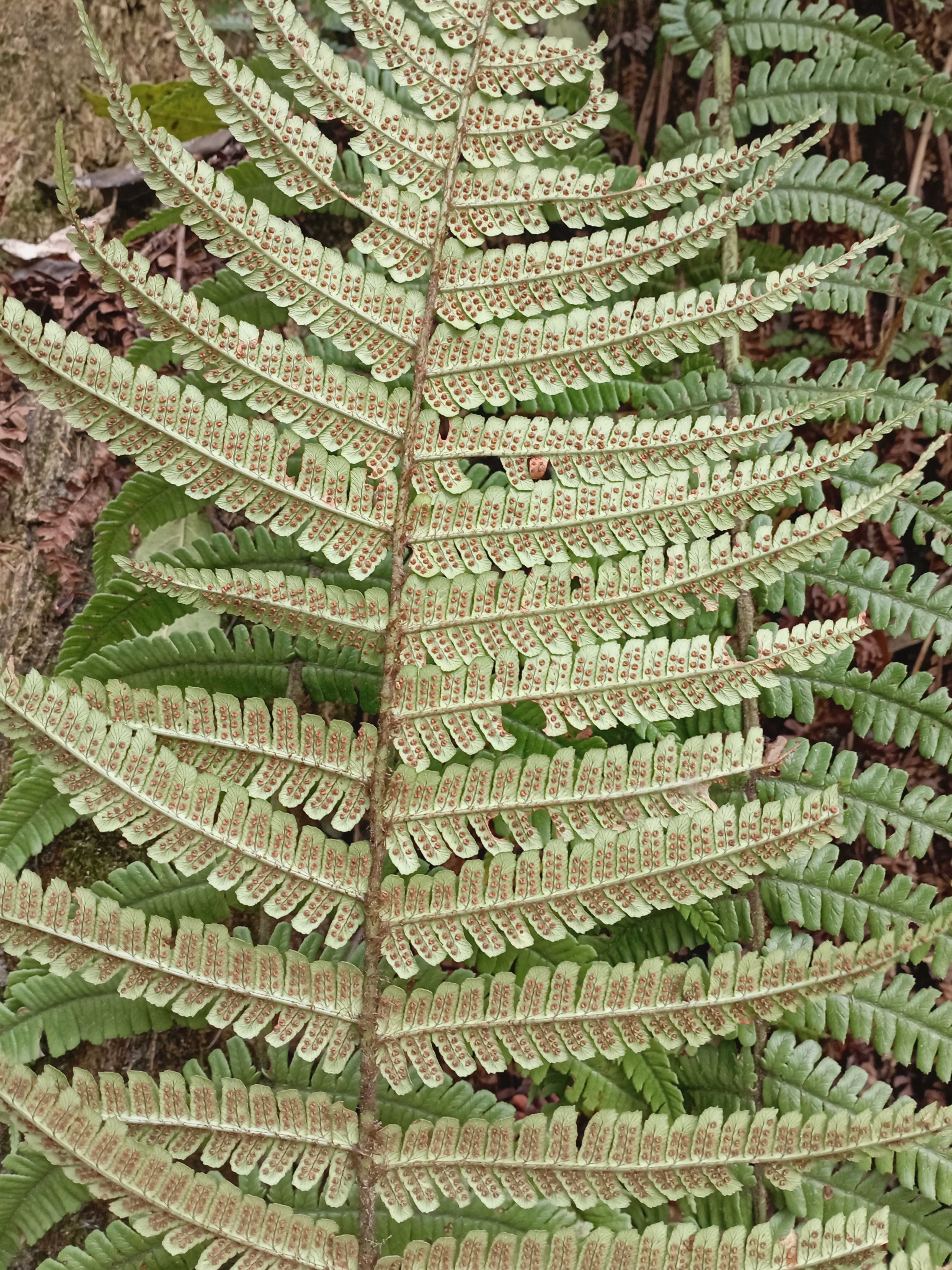